# Saint-Pal-de-Senouire
Saint-Pal-de-Senouire – miejscowość i gmina we Francji, w regionie Owernia-Rodan-Alpy, w departamencie Górna Loara.
Według danych na rok 1990 gminę zamieszkiwały 143 osoby, a gęstość zaludnienia wynosiła 8 osób/km² (wśród 1310 gmin Owernii Saint-Pal-de-Senouire plasuje się na 703. miejscu pod względem liczby ludności, natomiast pod względem powierzchni na miejscu 523.).